# Santa Cruz de la Salceda
Santa Cruz de la Salceda é um município da Espanha na província de Burgos, comunidade autónoma de Castela e Leão, de área 25,96 km² com população de 174 habitantes (2007) e densidade populacional de 6,86 hab/km².

## Demografia
| Variação demográfica do município entre 1991 e 2007 | Variação demográfica do município entre 1991 e 2007 | Variação demográfica do município entre 1991 e 2007 | Variação demográfica do município entre 1991 e 2007 | Variação demográfica do município entre 1991 e 2007 |
| --------------------------------------------------- | --------------------------------------------------- | --------------------------------------------------- | --------------------------------------------------- | --------------------------------------------------- |
| 1991                                                | 1996                                                | 2001                                                | 2004                                                | 2007                                                |
| 183                                                 | 209                                                 | 203                                                 | 178                                                 | 174                                                 |

## Ligações Externas
- «Link do município». Consultado em 30 de outubro de 2011. Arquivado do original em 20 de junho de 2012
- «Imagens do local». Consultado em 30 de outubro de 2011